# Palazzo di vetro del Segretariato delle Nazioni Unite
Il Palazzo di vetro del Segretariato delle Nazioni Unite è un grattacielo alto 154 m (505 ft) e il fulcro del quartier generale delle Nazioni Unite, situato a Turtle Bay nella zona Midtown Manhattan di Manhattan, a New York City. Il lotto in cui sorge l'edificio è considerato territorio delle Nazioni Unite, sebbene rimanga parte degli Stati Uniti. È il primo grattacielo di New York ad utilizzare una facciata continua.

## Storia
La cerimonia di inaugurazione del Palazzo del Segretariato ebbe luogo il 14 settembre 1948. Un consorzio di quattro società appaltatrici di Manhattan e del Queens fu selezionato per costruire il Palazzo per gli uffici, come parte di un contratto da 30 milioni di dollari.
Il Palazzo per uffici ha 39 piani e fu completato nel 1952. L'edificio fu progettato dall'architetto brasiliano Oscar Niemeyer e dall'architetto svizzero-francese Le Corbusier. Questo edificio è collegato al Palazzo delle Conferenze a nord che ospita l'Assemblea Generale, il Consiglio di Sicurezza, tra gli altri e una biblioteca a sud. L'edificio ospita le funzioni amministrative dell'ONU, comprese le mansioni quotidiane come la finanza e le traduzioni. Come parte del complesso delle Nazioni Unite, l'edificio è soggetto ad un accordo tra le Nazioni Unite e il suo paese ospitante, gli Stati Uniti.
Il Palazzo degli Uffici delle Nazioni Unite è stato rinnovato, a partire da maggio 2010 e riaperto per la rioccupazione a fasi con i primi occupanti che si trasferirono a luglio 2012.
Il 29 ottobre 2012 il seminterrato del complesso delle Nazioni Unite fu inondato a causa dell'Uragano Sandy, provocando una chiusura di tre giorni e il trasferimento di diversi uffici.

## Influenza
Lo stile dell'edificio ha ispirato alcune importanti copie, tra cui la sede del Consiglio del South Lanarkshire ad Hamilton, in Scozia, conosciuta localmente come "County Buildings".